# Chalcura niayensis
Chalcura niayensis är en stekelart som beskrevs av Jean Risbec 1957. Chalcura niayensis ingår i släktet Chalcura och familjen Eucharitidae.
Artens utbredningsområde är Senegal. Inga underarter finns listade i Catalogue of Life.